# Cimarron (Kansas)
Cimarron es una ciudad ubicada en el condado de Gray en el estado estadounidense de Kansas. En el año 2010 tenía una población de 2184 habitantes y una densidad poblacional de 910 personas por km².

## Geografía
Cimarron se encuentra ubicada en las coordenadas 37°48′30″N 100°20′51″O / 37.80833, -100.34750 (37.808332, -100.347413).

## Demografía
Según la Oficina del Censo en 2000 los ingresos medios por hogar en la localidad eran de $41,379 y los ingresos medios por familia eran $48,636. Los hombres tenían unos ingresos medios de $31,402 frente a los $21,406 para las mujeres. La renta per cápita para la localidad era de $17,970. Alrededor del 6.9% de la población estaban por debajo del umbral de pobreza.